# Adventure Game Studio
Adventure Game Studio (AGS), es un programa de código abierto desarrollado por el programador británico Chris Jones cuya función es la creación de aventuras gráficas.

## Programa
El programa contiene una interfaz gráfica desde la que podemos crear la aventura gráfica sin ningún tipo de conocimiento de programación, aunque para los usuarios más experimentados incluye un editor basado en scripting para programar dentro del juego. 
A partir de AGS 2.72 tiene un script basado en objetos, lo cual lo hace mucho más fácil de memorizar y entender. Esto quiere decir que los comandos están divididos según el objeto al que se dirigen, por ejemplo personajes, inventarios, ratón, etc.
Las limitaciones del programa son muy pocas cuando se empieza a entender el script, incluso se pueden hacer juegos de otros estilos, como RPG o arcade.
La única desventaja que tiene es que, en comparación con sus competidores (por ejemplo Wintermute), hace juegos que ocupan más recursos de lo razonable. Sin embargo para las computadoras de hoy en día (no necesariamente de última generación, sino las que más comúnmente se tienen en los hogares) los juegos funcionan sin problemas.
El AGS 3, usa .NET Framework para el editor (sólo el editor, los juegos no lo necesitan para funcionar) esto trae ventajas, como que se puedan abrir más de una cosa al mismo tiempo, incluso más de un script. Y una interface un poco cambiada, que se prevé que con el tiempo irá mejorando, aprovechando el potencial de .Net. También se eliminó el modo "no script", porque generaba problemas de bloqueo (o block mode).

## Ejemplo de código fuente
```
 
// Guybrush habla con la Señora del Vudú:

 
if
 (cGuybrush.Room == cSraVudu.Room)
 
{

    cGuybrush.Walk(200, 120, eBlock, eAnywhere);
    cGuybrush.FaceCharacter(cGuybrush, eBlock);
    cGuybrush.Say("
¡LeChuck quiere robarte todos los pollos de goma con polea!
");
    cSraVudu.Say("
¡No puede ser!
");
    cMonsieur.AddInventory(iClef);
 
}
```